# Wikipédia en mirandais
Wikipédia en mirandais (en mirandais : Biquipédia an lhéngua mirandesa ou Biquipédia) est l’édition de Wikipédia en mirandais, langue astur-léonaise parlée dans le Haut Trás-os-Montes au Portugal. L'édition est lancée en 12 août 2009,,,. Son code est : mwl.
Au 21 mars 2025, l'édition en mirandais contient 4 275 articles et compte 14 224 contributeurs, dont 17 contributeurs actifs et 1 administrateur.

## Historique et présentation
L'encyclopédie Wikipédia en mirandais a été initié sous l'impulsion notamment de Cristóvão Pires,, et d'Amadeu Ferreira. Cette encyclopédie est considérée comme un outil pour la diffusion du mirandais qui n'est plus parlé que par une dizaine de milliers de locuteurs,. Le mirandais, tout comme l'asturien, appartiennent au même groupe linguistique astur-léonais, mais dispose d'une graphie spécifique, d'où l'intérêt pour les locuteurs mirandais de disposer de leur propre encyclopédie Wikipédia.
Sa création a été approuvée le 13 août 2009 par le Board of trustees et le language commitee de la fondation wikimedia, à la faveur d'une requête d'un utilisateur en février de la même année. Sa création a été analysée dans le Signpost, le magazine de la wikipédia anglaise, dans un contexte d'expansion des projets wikipedia, mais d'un déclin du nombre de contributeurs au niveau global.

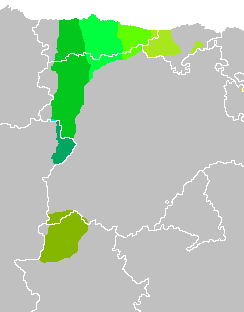
Les domaines linguistique de l'astur-léonais.
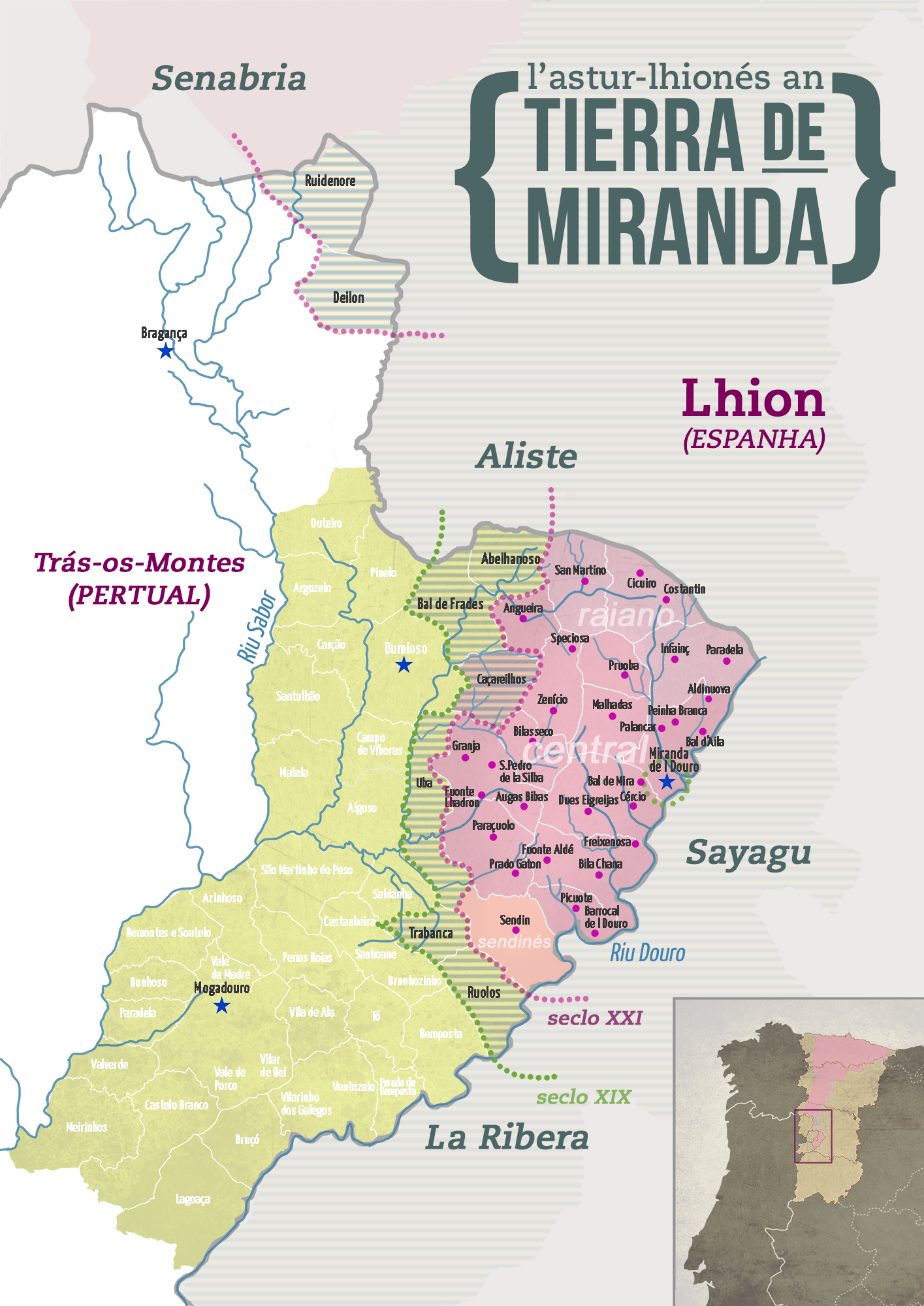
Le mirandais dans le Haut Trás-os-Montes.

## Statistiques
- En août 2010, l'édition en mirandais compte plus de 400 articles et 1 600 utilisateurs enregistrés[14].
- Le 1000e article est atteint le 15 avril 2013[15].
- Le 29 août 2013, elle compte quelque 1 163 articles, 4 707 utilisateurs, 15 utilisateurs actifs et 2 administrateurs[16].
- Le 8 novembre 2013, elle compte quelque 2 128 articles, 4 825 utilisateurs, 9 utilisateurs actifs et 2 administrateurs[16].
- Le 19 décembre 2013, elle compte quelque 2 142 articles, 4 900 utilisateurs, 28 utilisateurs actifs et 2 administrateurs[16].
- Le 31 mars 2014, elle compte quelque 2 158 articles, 5 103 utilisateurs, 21 utilisateurs actifs et 2 administrateurs[16].
- Le 9 juillet 2017, elle compte quelque 3 535 articles, 7 395 utilisateurs, 17 utilisateurs actifs et 1 administrateur[16].
- Le 14 février 2018, elle compte quelque 3 522 articles, 8 806 utilisateurs, 14 utilisateurs actifs et 2 administrateurs[16].
- Le 11 juillet 2018, elle compte quelque 3 624 articles, 9 094 utilisateurs, 19 utilisateurs actifs et 2 administrateurs[16].
- Le 26 février 2020, elle compte quelque 3 783 articles, 10 248 utilisateurs, 17 utilisateurs actifs et 2 administrateurs[16].
- Le 5 août 2022, elle compte quelque 3 881 articles, 10 209 utilisateurs, 18 utilisateurs actifs et 1 administrateur[16].
- Le 17 octobre 2022, elle contient 3 884 articles et compte 12 326 contributeurs, dont 16 contributeurs actifs et 1 administrateur.
- Le 29 septembre 2024, elle contient 4 263 articles et compte 13 882 contributeurs, dont 19 contributeurs actifs et 1 administrateur.

### Sources et bibliographie
- (mwl) « Cristóvão Pires, un sendinés que stá a lhebar l mirandés a botar raiç na anternete », Nordeste,‎ 23 juin 2009 (lire en ligne)
- (mwl) « La Biquipédia – ua nuoba cunquista pa l Mirandés », Nordeste,‎ 10 novembre 2009 (lire en ligne)
- (pt) « Já há a Wikipédia em mirandês », sur www.rba.pt, 13 novembre 2009 (consulté le 31 août 2013)
- (pt) Cristóvão Pires, « L uso de la Biquipédia na rebitalizaçon de lhénguas minoritairas: L causo de l mirandés », Academia Wikipédia 2010, 28 février 2010 (consulté le 31 août 2013) [PDF]
  - (en) Béria Lima, « Wikipedia use for rehabilitation of minority languages: Mirandês case », Shristi 2011, 3 avril 2011 (consulté le 31 août 2013) [PDF]
- (pt) Amadeu Ferreira, « O mínimo sobre a língua mirandesa », sur studosmirandeses.blogs.sapo.pt, mai 2010 (consulté le 31 août 2013)